# Джорджо Киелини
Джорджо Киелини (Giorgio Chiellini) е бивш италиански футболист, централен защитник. Роден е на 14 август 1984 г. в град Пиза, Италия. Юноша на АС Ливорно. Започва своята професионална кариера през 2000 г. в АС Ливорно. През 2022 г. след 17 години в Ювентус той преминава в американския Лос Анджелис. Дебютира в националния отбор на своята страна през 2004 г. и играе за националите до 2022 г. Той е централен защитник с отлично отиграване с глава, силно физическо присъствие и атакуващ афинитет. Освен като централен може да играе и като ляв защитник.

## Кариера

### Ливорно
Киелини се присъединява към младежкия отбор на Ливорно още на шест години. Отначало играе като крило, но после става ясно, че е много добър защитник. През 2002 г. е подписан договор между Ливорно и Рома за съсобстеност на стойност за €3.10 милиона. В карайна сметка бива върнат обратно в Ливорно под наем през сезон 2002-03. През 2004 година Ливорно купува обратно Киелини за сумата от €3 млн. Добрите изяви му гарантират трансфер в тогавашния шампион Ювентус.

### Фиорентина
След като подписва договор с Ювентус през 2004 година, веднага бива извършена сделка с Фиорентина за съсобственост за €3.5 млн. Там той е твърд титуляр като записва 42 официални срещи и отбелязва 3 гола.

### Ювентус
След силният сезон във Фиорентина и първи в Серия А, Киелини е повикан в отбора на Ювентус през сезон 2005-06. Там той бързо става титуляр и любимец на феновете на отбора. Смятан е за един от най-добрите защитници в света. С екипа на Ювентус печели осем последователни пъти Серия А.

## Успехи
Ювентус
- Серия А (9) – 2012, 2013, 2014, 2015, 2016, 2017, 2018, 2019, 2020
- Купа на Италия (5) – 2015, 2016, 2017, 2018, 2021
- Суперкупа на Италия(5) – 2012, 2013, 2015, 2018, 2020
- Серия Б (1) – 2007

Италия
- Световно първенство - шампион 2006
- Европейско първенство по футбол сребро – 2012; победител – 2020
- Купа на конфедерациите – бронз 2013